# Willy Stähle
Willy Juana Stähle (16 juin 1954 à Amsterdam - 27 août 2015 à Amsterdam) est une skieuse nautique néerlandaise. Elle remporte une médaille d'or et une médaille d'argent aux Jeux olympiques d'été de 1972 à Munich en figures et en slalom respectivement ; cependant, le ski nautique est alors un sport de démonstration, et les résultats ne sont donc pas comptabilisés officiellement. Elle est nommée sportive néerlandaise de l'année en 1971. Elle remporte l'épreuve féminine de figures aux Championnats du monde de ski nautique en 1971 et quatorze titres de championne d'Europe.
En 1983, un accident de parachutisme lui provoque un traumatisme de la moelle épinière et la paralyse à vie.
Sa mort est annoncée le 1er septembre 2015.